# Franz Josef Scherf
Franz Josef Scherf (* 5. Oktober 1865, Volkmarsen; † 4. Juli 1929 in Orb) war Arzt und Kurdirektor in Bad Orb (1905–1929), Abgeordneter des  Provinziallandtages in Kassel (1926–1929), Kommunikator und Förderer des Heilbades Orb.

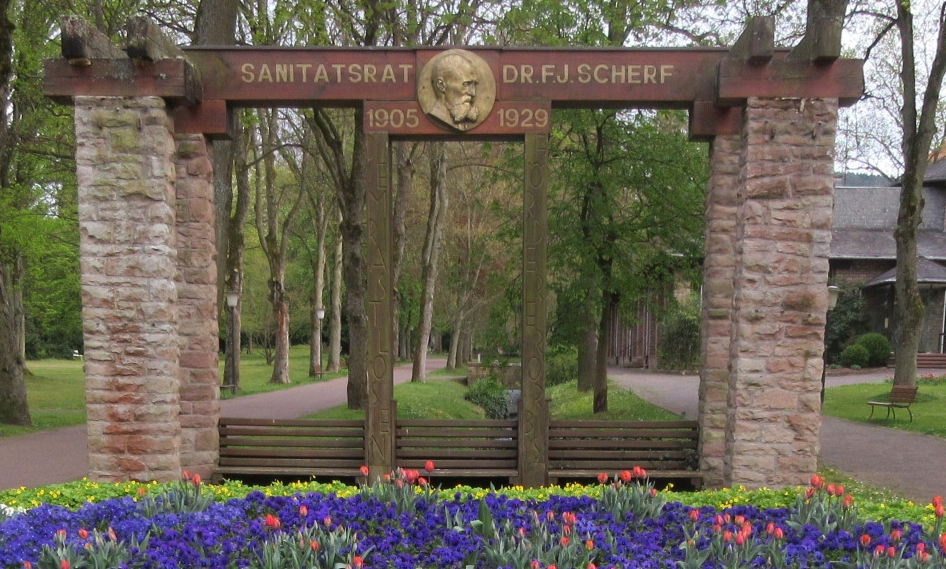
Denkmal für Dr. F. J. Scherf, Kurpark Bad Orb

## Leben, Familie
Franz Josef Scherf ist als sechstes Kind des Landwirtes Heinrich August Scherf und Maria Theresia Fecke (aus Welda) in Volkmarsen geboren. Dort besuchte er auch die Volksschule; nebenher erteilte der katholische Geistliche dem begabten Jungen Lateinunterricht. So konnte er mit 12 Jahren in das katholische Gymnasium Marianum in Warburg wechseln, das er mit dem Abitur abschloss. Das traditionsreiche Warburger Gymnasium war aus einem Dominikaner-Kloster des 13. Jahrhunderts hervorgegangen.
Danach begann er zunächst in Marburg ein Studium der Forstwirtschaft, dass er aber auf Anraten des zuständigen Landesoberforstmeisters 1885 zugunsten der Medizin aufgab. Das Medizinstudium setzte er später in Halle (Saale) fort. Während seines Studiums war er in den studentischen  Verbindungen Rhenania (katholisch, in Marburg) und Silesia (in Halle).
1895 heiratete er Elisabeth (Elise) Wiegen aus Bochum; das Ehepaar Scherf hatte neun Kinder (1 Mädchen und 8 Jungen).

## Berufliches und öffentliches Wirken

### Niedergelassener Arzt
Nach Abschluss des Medizinstudiums bewarb sich Scherf an seinen beiden Studienorten Halle und Marburg. Eine Anstellung wurde ihm jedoch in beiden Fällen, wegen seines katholischen Bekenntnisses, verwehrt. Es folgte eine kurze Episode als Arzt in Neuhof. Im Jahre 1893, mit 28 Jahren, kam Scherf nach Orb und wurde hier niedergelassener Arzt. Seine erste Praxis richtete er 1897 in der Hauptstraße ein. Bereits 1907 kauft er von den Orber Jagdherren die repräsentative Villa Hubertus. Sie wurde für ihn Wohnung und Arztpraxis zugleich.
1917 wird Scherf zum Sanitätsrat ernannt. Es ist ein Titel, der nicht verbeamteten Ärzten in Preußen nach 20-jähriger Tätigkeit verliehen wurde.

### Weitere ärztliche Tätigkeiten
Scherf war auch als Hospitalarzt am örtlichen Krankenhaus Orb tätig. Hier verbesserte er die Innenausstattung und richtete einen Operationssaal ein. Auf seine Anregung hin wurde im Anschluss an das Krankenhaus das Kurhaus St. Elisabeth gebaut. Die Überschüsse aus dessen Betrieb sollten dem Krankenhaus zukommen.
Seiner Initiative ist auch die Errichtung der Kuranstalt Küppelsmühle durch die Familie Freund zu verdanken. Um diese Einrichtung von vornherein auf eine breite und sichere Basis zu stellen, waren Gespräche mit Eduard Gräf, dem Vorsitzenden der Ortskrankenkasse Frankfurt vorausgegangen. Scherf wurde leitender Arzt der Küppelsmühle und blieb es 32 Jahre lang.

### Der Aktivist, Organisator, Kommunikator und Politiker Scherf
Einen ersten Markstein für die Entwicklung des Heilbades Orb setzte Scherf mit der Gründung der Betriebsgesellschaft Bad Orb, die sich in der Nachfolge der Bad-Orb-Gesellschaft, um die Belange der Kur bemühte. Er wurde deren erster und sehr erfolgreicher Geschäftsführer. 1905 wird er als Nachfolger von Jean Berlit zum Kurdirektor gewählt; auch dieses Amt behielt er bis zu seinem Tode. Seine Wahl war das Startsignal zum Ausbau des Bades. Auch außerhalb Orbs war Scherf als Generalsekretär des Deutschen Bäderverbandes politisch tätig.
Sein Lebenswerk ist aber der Einsatz für Orb als Badeort. Hier ist er ein Nachfolger von Franz Leopold Koch, dem Begründer des Heilbades Orb. Werbung für die Stadt und den geliebten Spessart auf medizinischen Kongressen, gute Beziehungen zur Presse und gezielte Informationsvermittlung an die Presse sowie viele eigene Publikationen, das waren die Mittel die Franz Josef Scherf einsetzte. Ein wesentliches Ziel wurde 1909, gut 70 Jahre nach Errichtung der ersten "Badeanstalt"  durch Franz Leopold Koch mit der Verleihung des Prädikats Bad erreicht. Die Zahl der Kurgäste stieg ständig. In dieser Zeit, von Scherf unterstützt und gefördert, erfolgte auch der Aufbau und die Entwicklung der Kinderheilanstalt Bad Orb, durch Dr. Wilhelm Hufnagel.
Auch in den schwierigen Jahres während des Ersten Weltkrieges arbeitet er konsequent an der Erweiterung des Kurparks. Danach, 1919 verhandelte Scherf erneut mit Eduard Gräf, der nicht nur die Sozialversicherung, sondern, inzwischen als Bürgermeister, auch die Stadt Frankfurt vertrat. Bad Orb erhielt billige Kredite, die einen bescheidenen Neuanfang ermöglichten, der aber bereits auf eine breite Basis der Kassen auf der einen Seite und der kleinen Pensionen auf der andern aufgebaut war, da „… die frühere privilegierte Schicht aus Adel, Industrie, und Großhandel … nicht mehr nach Bad Orb kam“.
Neue Bauten wurden nötig: das Kaiser-Friedrich-Bad, Brunnen – Anlagen neu gefasst um Verlust von Kohlensäure zu vermeiden. Die Martinusquelle, als Jüngste der drei Orber Solequellen wurde gefasst und in den Kurpark geleitet. Das Badehaus wurde umgebaut und um ein Inhalatorium erweitert.
Der rührige Bürger Scherf betätigte sich auch politisch und wurde Stadtverordneter, dann Stadtverordneten-Vorsteher. Ebenso war er (1926–1929) Mitglied des Provinziallandtages in Kassel.
Uneigennützig verfolgte er stets das Wohl der Allgemeinheit. So war die Vogelsbergbahn, eine wichtige Einrichtung der lokalen Infrastruktur seinem Betreiben und Einsatz zu verdanken. Ebenso beteiligte er sich intensiv an der Planung der Bahnlinie Wächtersbach-Orb-Joßgrund-Partenstein-Lohr, ein Projekt das letztlich nur in einem ersten Teilstück realisiert wurde.

## Nachwirkungen
Die Kurverwaltung von Bad Orb setzte zum Gedenken an ihrem langjährigen Vorsitzenden ein Denkmal am Eingang des Kurparks. Es enthält ein Relief Franz Josef Scherfs, mit der Inschrift: „1905 – 1929, Sanitätsrat Dr. Scherf, dem rastlosen Förderer Orbs“.
Durch einen Beschluss der Stadtverordnetenversammlung vom 23. Oktober 1963 wurde der Hauptweg des Bad Orber Kurparks, in seiner ganzen Länge vom Scherf Denkmal am Eingang, bis zur Rotahornallee am oberen Ende, zur Dr.-Franz-Josef-Scherf-Promenade benannt.
Auch eine der Schutzhütten Bad Orbs trägt den Namen „Scherf-Hütte“. Sie liegt an der Bad Orber Haberstalrunde, dem Rundweg 11.